# Jambinai
Jambinai (Hangul: 잠비나이) is een Zuid-Koreaanse postrockband gevormd in Seoel in 2009. Hun debuutalbum Différance won de prijs voor Beste Crossover Album bij de Korean Music Awards 2013. In 2020 won Jambinai een Songlines Music Award in de categorie Azië voor hun album ONDA. In 2023 werden ze opnieuw genomineerd voor deze award, ditmaal met Apparition.
Tijdens de sluitingsceremonie van de Olympische Winterspelen 2018 in Pyeongchang trad Jambinai op samen met een orkest van geomungo-spelers.

## Muziekstijl
Jambinai staat bekend om het mengen van postrock met Koreaanse traditionele muziek. Ze maken gebruik van zowel rockinstrumenten zoals drums, basgitaar en elektrische gitaar, als Koreaanse traditionele muziekinstrumenten zoals de haegeum (een soort viool), geomungo (een soort citer) en blaasinstrumenten piri en taepyeongso. Ze worden vaak vergeleken met bands als Explosions in the Sky, Godspeed You! Black Emperor en Mogwai.

## Bandleden
- Kim Bo-mi – haegeum
- Lee Il-woo – elektrische gitaar, piri, taepyeongso, zang
- Sim Eun-yong – geomungo

Toerende leden
- Choi Jae-hyuk – drums
- Ok Ji-hoon – basgitaar
- Ryu Myung-hoon[9] – drums
- Yu Byeong-koo – basgitaar

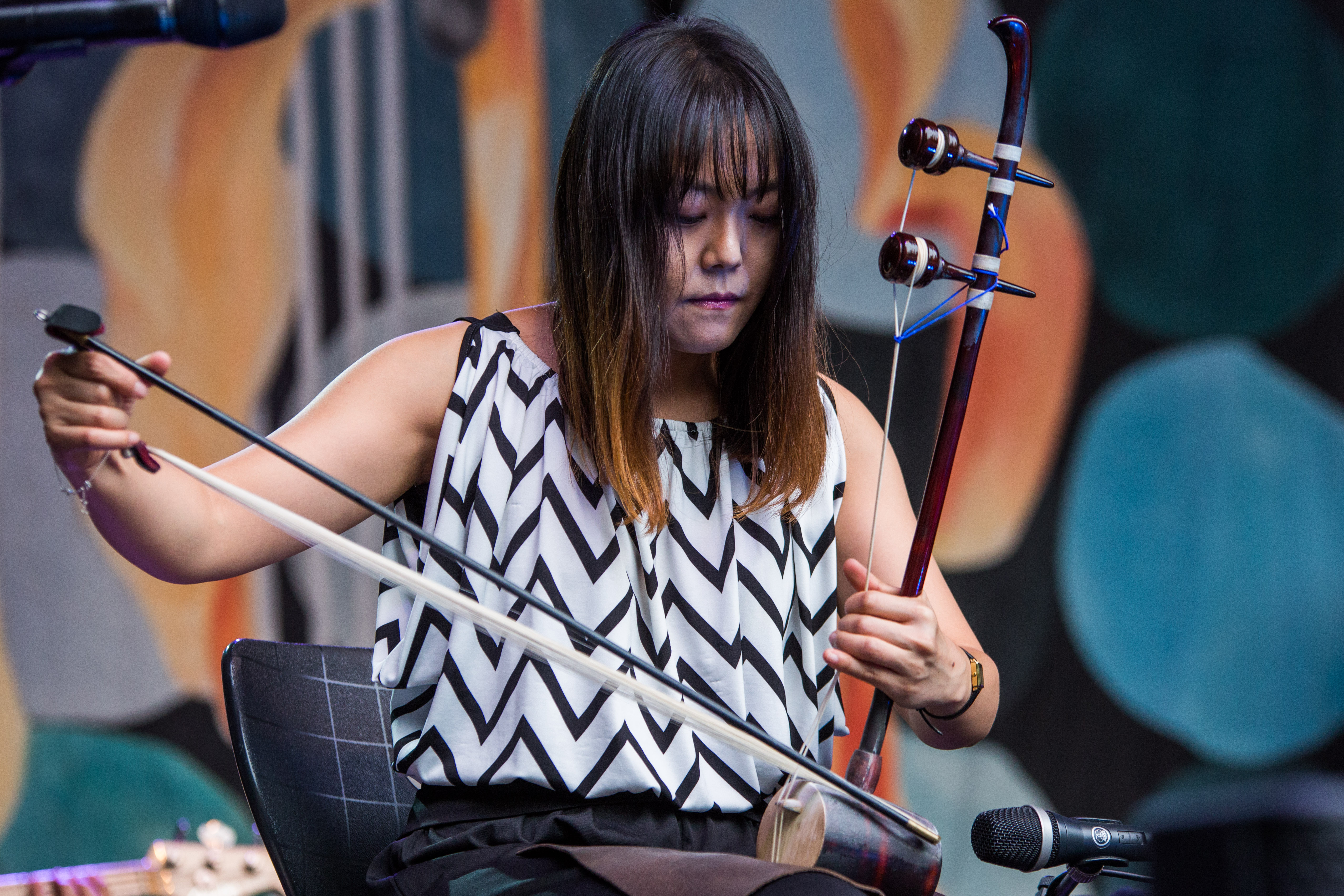
Kim Bo-mi bespeelt de haegeum
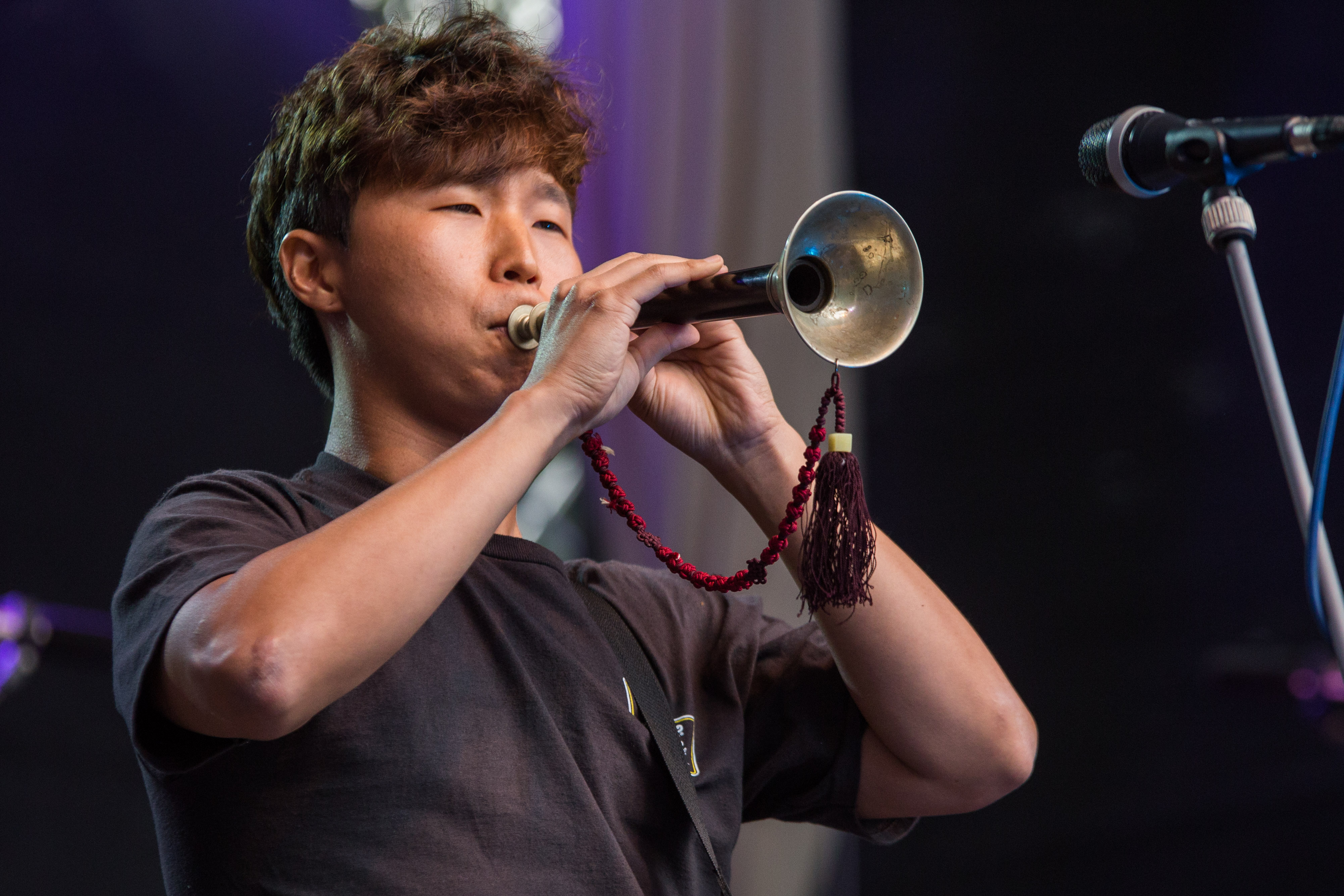
Lee Il-woo bespeelt de taepyeongso
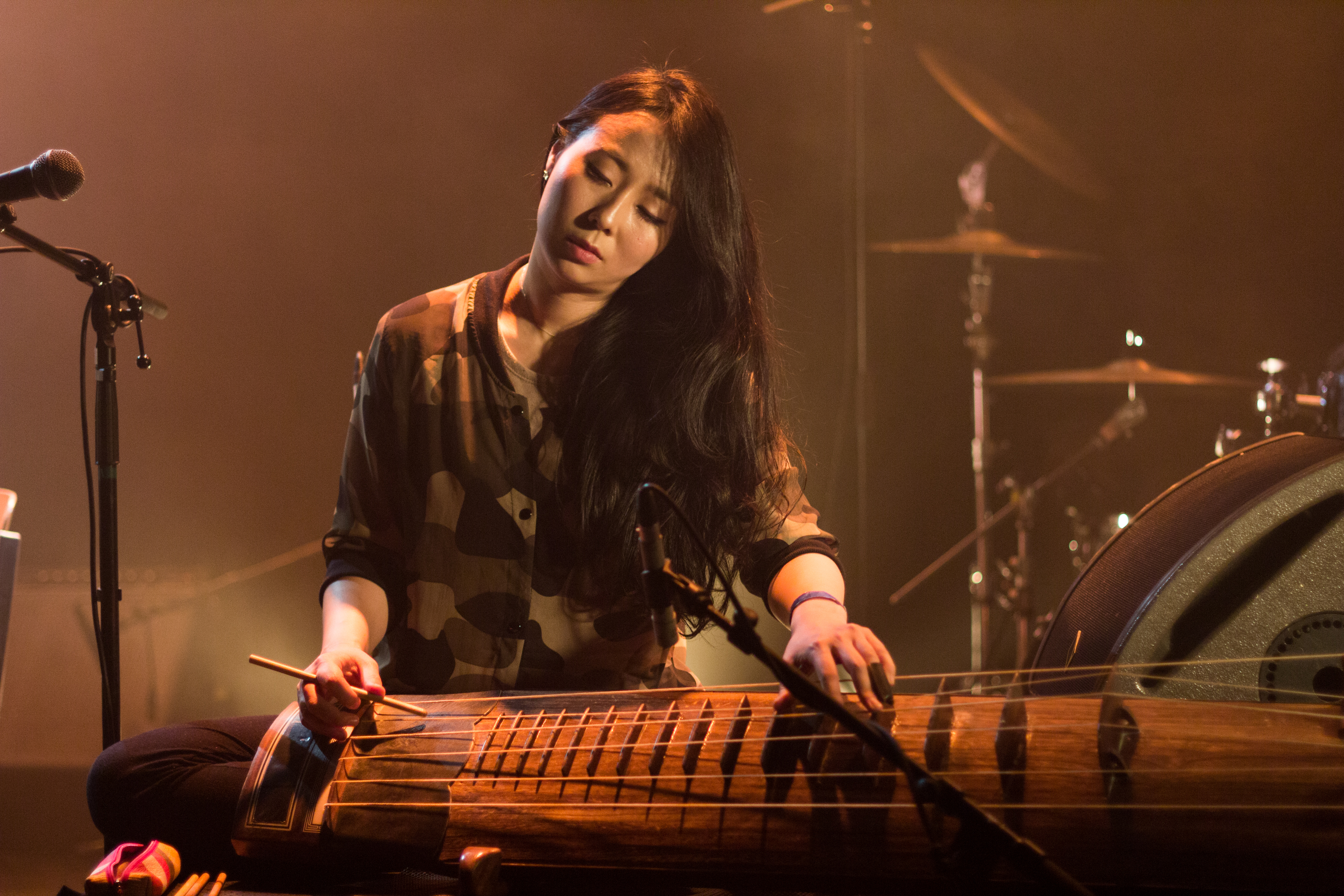
Shim Eun-young bespeelt de Geomungo

## Discografie
- Jambinai (ep, 2010) bij GMC Records
- Différance (album, 2012) bij GMC Records
- Hermitage (album, 2016) bij Bella Union
- ONDA (album, 2019) bij Bella Union
- Apparition (ep, 2022) bij Bella Union